# Nuevo Casas Grandes

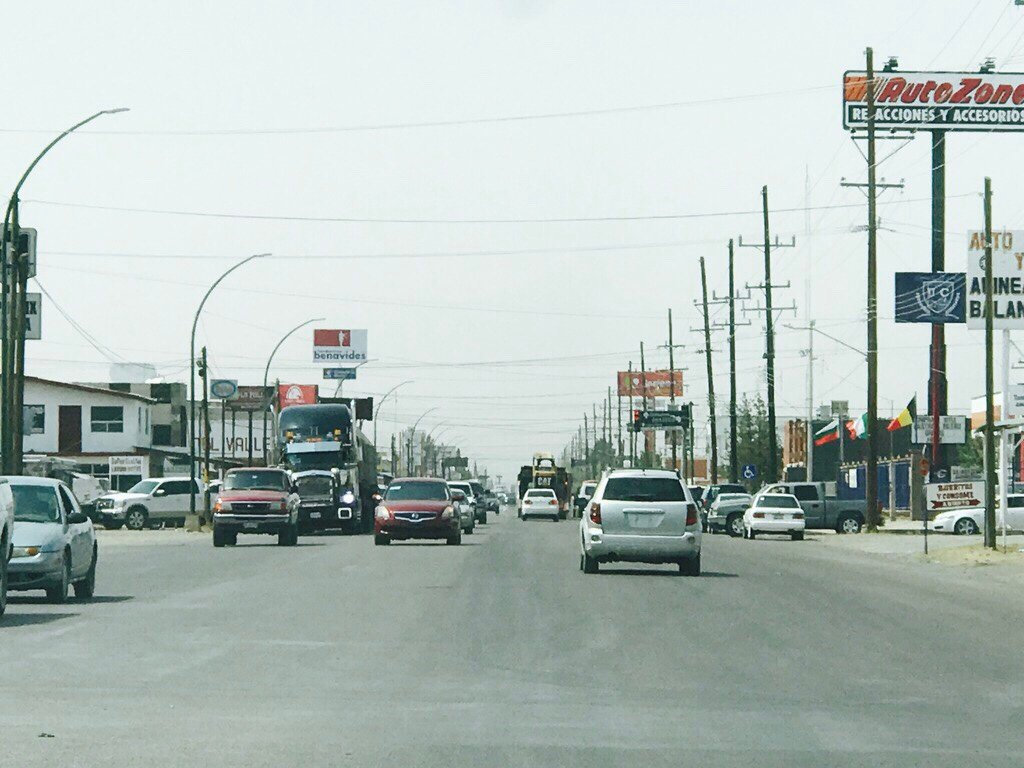
Principal acceso comercial.

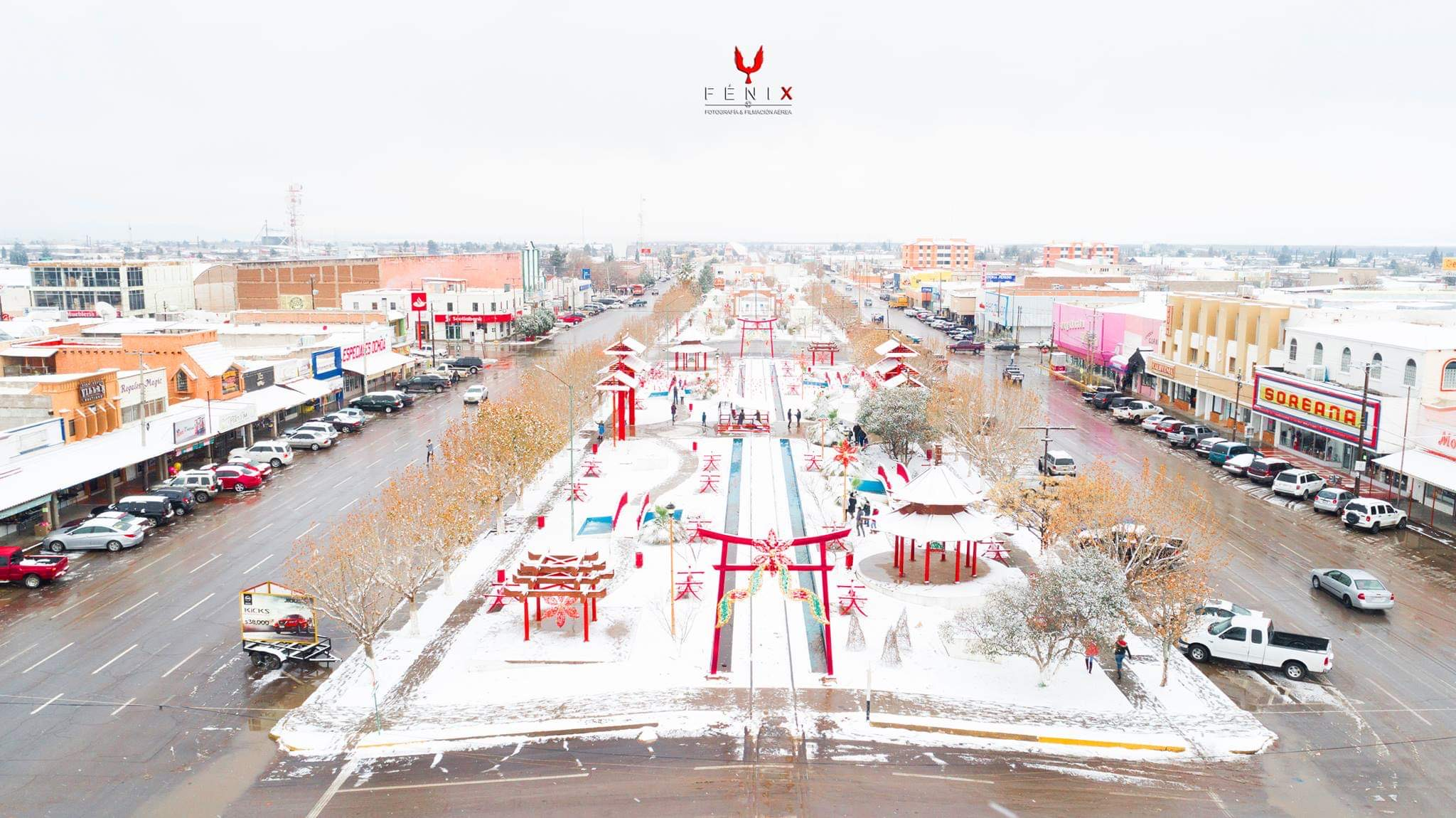
Avenida Constitución.

Nuevo Casas Grandes es una ciudad del estado mexicano de Chihuahua, localizada en la región noroeste.
Se encuentra en un valle dedicado a la explotación agrícola, a 2  kilómetros está situada la población de Casas Grandes, de la que toma su nombre, junto a ésta se localizan las ruinas de la ciudad prehispánica de Paquimé, declarada Patrimonio de la Humanidad por la Unesco.
Nuevo Casas Grandes es la ciudad más importante de la zona noroccidente del estado de Chihuahua, su desarrollo se dio como consecuencia de la llegada del ferrocarril, que partiendo desde la población de La Junta culmina en Ciudad Juárez y que inicialmente servía para transportar recursos provenientes de la Sierra Madre Occidental hacia los Estados Unidos. Nuevo Casas Grandes inició como una estación en este ferrocarril, alejada unos 5 kilómetros de la antigua población de Casas Grandes, pronto la nueva estación superó en población y desarrollo a la antigua, conociéndose desde entonces como Nuevo Casas Grandes, y pronto constituyó un municipio separado de la anterior población.
En la actualidad, Nuevo Casas Grandes, es el centro regional de la zona noroeste, siendo esta ciudad el principal destino de la inversión privada. Debido al flujo de población empresas importantes se han instalado en este municipio generando bastantes fuentes de empleo así como movimiento económico. Entre estas empresas destacan, Alsuper, Alsuper plus, Bodega Aurrera, Soriana, KFC, Little Caesars, etc. Así como grandes empresas manufactureras y empresas industriales. También desde 2018, Nuevo Casas Grandes, cuenta con suministro de gas natural en gran parte de la mancha urbana, incluyendo zonas habitacionales, comerciales e industriales. Lo cual ha generado más inversiones seguras y una competitividad en los precios para el consumidor. 

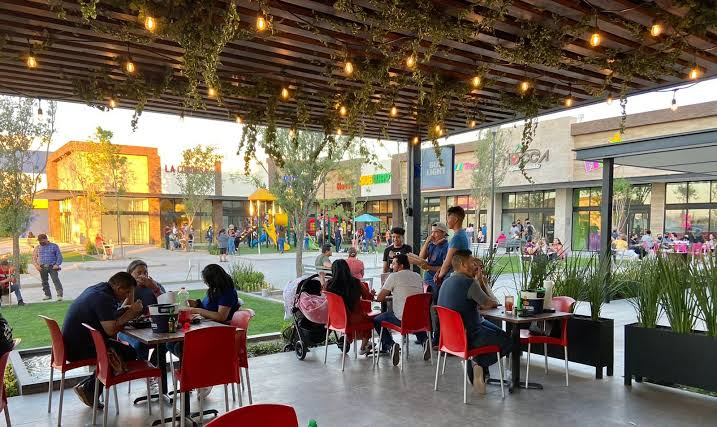
Concurrida zona comercial.

Es la principal zona hotelera y prestadora de servicios. Importantes instituciones bancarias y oficinas gubernamentales han estado presente en este municipio, con lo cual, localidades vecinas pueden venir aquí sin tener que ir a Ciudad Juárez.

## Historia
Nuevo Casas Grandes fue fundada en el año de 1897 al establecerse ahí una parada (después estación) del ferrocarril Río Grande, Sierra Madre & Pacific, el cual circulaba desde Ciudad Juárez y era propiedad de un consorcio de empresarios estadounidenses establecidos en Nueva York, quienes además eran los encargados de explotar los minerales de San Pedro, la Candelaria y la hacienda de Corralitos, ubicados al norte de la actual ciudad de Nuevo Casas Grandes.
Este ferrocarril se creó con la intención de facilitar el trasiego de mercancías, insumos y la producción de las minas hasta la frontera con El Paso, Texas; pero se extendió hasta donde se fundaría el poblado con el propósito de explotar a futuro las riquezas naturales de la sierra de Casas Grandes.
En 2021 el Honorable Ayuntamiento de Nuevo Casas Grandes oficializó el 24 de junio de 1897, como fecha simbólica de fundación de la ciudad, ya que fue esta la fecha en que oficialmente circuló el primer ferrocarril entre Ciudad Juárez y la parada de Casas Grandes, la cual al poco tiempo se convirtió en Nuevo Casas Grandes.

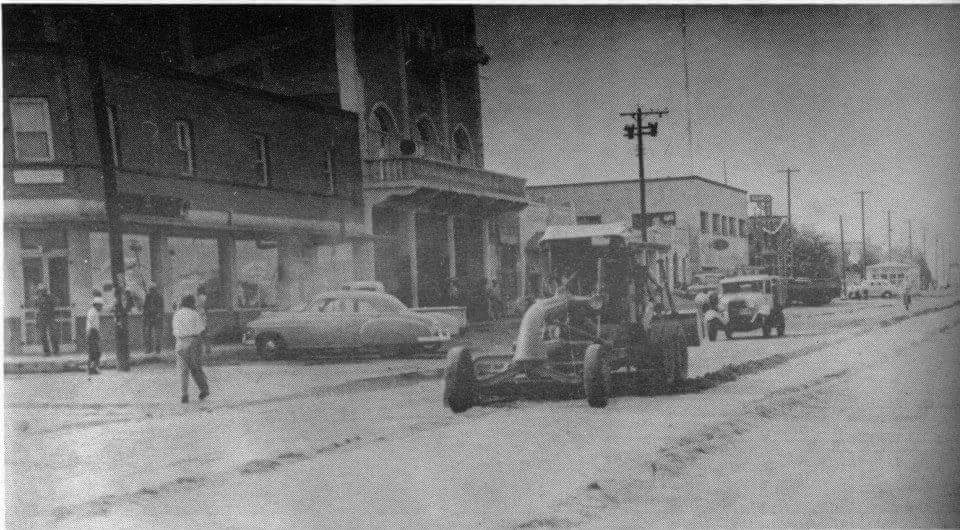
Avenida Ferrocarril, actualemte conocida como Constitución. Forma parte del centro histórico.

Con la llegada del ferrocarril se inició una importante derrama económica propiciada por empresarios locales y extranjeros, comerciantes, ganaderos, mineros y demás, lo cual conllevó al establecimiento de hoteles, restaurantes, garitos, almacenes y fábricas, y la fundación de un poblado alrededor de las actividades económicas que se desarrollaron entorno de la parada del ferrocarril.
En el mes de marzo de 1898 se inició la construcción de la estación del ferrocarril y quedó finalizada hasta el mes de agosto del mismo año, la estación contaba con un hotel de 6 habitaciones en la planta alta, además de servicio de restaurante. Antes de la construcción del inmueble los servicios de hotel y restaurante, además de las ventas de boletos y negocios que atendía la compañía del ferrocarril se realizaban en carros o vagones habilitados para esos fines. 
El auge económico de la naciente población llamó la atención de periódicos nacionales y extranjeros que desde 1899 empezaron a llamarle "Nueva Casas Grandes" para hacer la distinción con el pueblo de Casas Grandes, aunque los locales le siguieron llamando por muchos años "La Estación". 
Nueva Casas Grandes fue el nombre oficial con que se erigió como municipio el 21 de abril de 1923, y es hasta mediados de la década de 1930 que se empieza a ver en documentos oficiales el nombre como Nuevo Casas Grandes. 
Su primer ayuntamiento fue designado por el congreso del estado y entró en funciones en junio de 1923 siendo Felipe Molinar el primer presidente municipal; mientras que el primer gobierno electo del municipio inició actividades en enero de 1924 y fue encabezado por Tomas Fierro.

## Orografía
Gran parte de su territorio es plano, con extensas llanuras, sus montes son de baja altura, entre los que están los de Capulín, Corralitos, Chocolate, El Mezquite, La Escondida y los de Álamo y el Pajarito entre sus límites con Casas Grandes.

## Hidrografía
Cuenta con el río Casas Grandes, que desemboca en la laguna de Guzmán, penetrando antes a su jurisdicción y pasa a las de Janos y Ascensión; dicho río, en una parte, le sirve de límite con Casas Grandes. En su trayecto se construyeron dos almacenamientos artificiales,  las lagunas Grande y Chica, con el fin de aprovechar sus aguas. 

## Clima
Tiene un clima típico del desierto, con veranos calurosos e inviernos soleados y aun así intensos. Es seco aunque presenta un periodo de lluvias en los meses de junio a agosto. En invierno la temperatura llega a descender hasta los -10 grados y las nevadas suelen ocurrir entre los meses de febrero y marzo. En los meses más secos (marzo, abril y mayo) se presentan con frecuencia vientos fuertes de 80 km/h a 120 km/h que ocasionan tolvaneras y tormentas de arena.
| Parámetros climáticos promedio de Nuevo Casas Grandes (DGE), Chihuahua (1460 msnm) normales 1971–2000 | Parámetros climáticos promedio de Nuevo Casas Grandes (DGE), Chihuahua (1460 msnm) normales 1971–2000 | Parámetros climáticos promedio de Nuevo Casas Grandes (DGE), Chihuahua (1460 msnm) normales 1971–2000 | Parámetros climáticos promedio de Nuevo Casas Grandes (DGE), Chihuahua (1460 msnm) normales 1971–2000 | Parámetros climáticos promedio de Nuevo Casas Grandes (DGE), Chihuahua (1460 msnm) normales 1971–2000 | Parámetros climáticos promedio de Nuevo Casas Grandes (DGE), Chihuahua (1460 msnm) normales 1971–2000 | Parámetros climáticos promedio de Nuevo Casas Grandes (DGE), Chihuahua (1460 msnm) normales 1971–2000 | Parámetros climáticos promedio de Nuevo Casas Grandes (DGE), Chihuahua (1460 msnm) normales 1971–2000 | Parámetros climáticos promedio de Nuevo Casas Grandes (DGE), Chihuahua (1460 msnm) normales 1971–2000 | Parámetros climáticos promedio de Nuevo Casas Grandes (DGE), Chihuahua (1460 msnm) normales 1971–2000 | Parámetros climáticos promedio de Nuevo Casas Grandes (DGE), Chihuahua (1460 msnm) normales 1971–2000 | Parámetros climáticos promedio de Nuevo Casas Grandes (DGE), Chihuahua (1460 msnm) normales 1971–2000 | Parámetros climáticos promedio de Nuevo Casas Grandes (DGE), Chihuahua (1460 msnm) normales 1971–2000 | Parámetros climáticos promedio de Nuevo Casas Grandes (DGE), Chihuahua (1460 msnm) normales 1971–2000 |
| Mes                                                                                                   | Ene.                                                                                                  | Feb.                                                                                                  | Mar.                                                                                                  | Abr.                                                                                                  | May.                                                                                                  | Jun.                                                                                                  | Jul.                                                                                                  | Ago.                                                                                                  | Sep.                                                                                                  | Oct.                                                                                                  | Nov.                                                                                                  | Dic.                                                                                                  | Anual                                                                                                 |
| --- | --- | --- | --- | --- | --- | --- | --- | --- | --- | --- | --- | --- | --- |
| Temp. máx. abs. (°C)                                                                                  | 31.5                                                                                                  | 33 | 31.5                                                                                                  | 35.7                                                                                                  | 39 | 42.8                                                                                                  | 40.3                                                                                                  | 39 | 41 | 34.3                                                                                                  | 30.2                                                                                                  | 27 | 42.8                                                                                                  |
| Temp. máx. media (°C)                                                                                 | 15.6                                                                                                  | 18.4                                                                                                  | 21.6                                                                                                  | 25.5                                                                                                  | 29.8                                                                                                  | 34.0                                                                                                  | 32.5                                                                                                  | 31.1                                                                                                  | 29.5                                                                                                  | 25.7                                                                                                  | 19.9                                                                                                  | 15.9                                                                                                  | 25.0                                                                                                  |
| Temp. media (°C)                                                                                      | 7.0                                                                                                   | 9.3                                                                                                   | 12.3                                                                                                  | 15.9                                                                                                  | 20.1                                                                                                  | 24.6                                                                                                  | 24.7                                                                                                  | 23.6                                                                                                  | 21.3                                                                                                  | 16.6                                                                                                  | 10.7                                                                                                  | 7.2                                                                                                   | 16.1                                                                                                  |
| Temp. mín. media (°C)                                                                                 | -1.6                                                                                                  | 0.2                                                                                                   | 3.0                                                                                                   | 6.2                                                                                                   | 10.3                                                                                                  | 15.2                                                                                                  | 17.0                                                                                                  | 16.0                                                                                                  | 13.1                                                                                                  | 7.5                                                                                                   | 1.5                                                                                                   | -1.4                                                                                                  | 7.2                                                                                                   |
| Temp. mín. abs. (°C)                                                                                  | -17                                                                                                   | -10.2                                                                                                 | -8 | -4.5                                                                                                  | 2 | 6.2                                                                                                   | 9 | 10.3                                                                                                  | 4 | -6 | -11                                                                                                   | -14                                                                                                   | -17                                                                                                   |
| Precipitación total (mm)                                                                              | 13.8                                                                                                  | 10.3                                                                                                  | 7.3                                                                                                   | 6.6                                                                                                   | 8.1                                                                                                   | 21.3                                                                                                  | 79.3                                                                                                  | 73.4                                                                                                  | 46.2                                                                                                  | 27.1                                                                                                  | 13.5                                                                                                  | 20.0                                                                                                  | 326.9                                                                                                 |
| Fuente: Servicio Meteorológico Nacional                                                               | | | | | | | | | | | | | |